# Wimperspitsmuis
De wimperspitsmuis (Suncus etruscus) is een zoogdier in de familie van spitsmuizen. 

## Kenmerken
Dit solitaire dier is tussen de 35 en 52 millimeter lang, met een staart van circa 24 tot 30 millimeter. De wimperspitsmuis is daarmee een van de kleinste zoogdieren ter wereld. Het gewicht bedraagt slechts 1,5 tot 2,5 gram. De kleur is zwart tot rossig grijsbruin op de rug en vaalgrijs om de buik. Het dier heeft grote oren en opvallend kleine achterpoten (7 tot 8 mm). Hij dankt zijn naam aan de lange haren, "wimpers", die verspreid over zijn lichaam (vooral staart en snuit) staan.

## Verspreiding
Wimperspitsmuizen leven van Portugal en Marokko via de Franse Rivièra en Tunesië tot Arabië, Turkije, de Kaukasus, Turkmenistan en Tadzjikistan. Ze komen ook voor op verscheidene eilanden in de Middellandse Zee, in de Himalaya en Yunnan (China), en waarschijnlijk zelfs tot Maleisië in het oosten en in Afrika tot Nigeria en Ethiopië, maar de kleine Suncus van Zuid-India en Madagaskar vertegenwoordigen waarschijnlijk andere soorten. De dieren leven in open terrein, en geven een voorkeur aan grasland, bouwland, struikgewas, wijngaarden, maar ook tuinen en loofbos. Hij is vaak onder keien en boomstammen te vinden, of op stenen muren. Hij rust uit in rotsspleten of tussen boomwortels. De wimperspitsmuis komt zelden hoger dan 1000 meter voor. 

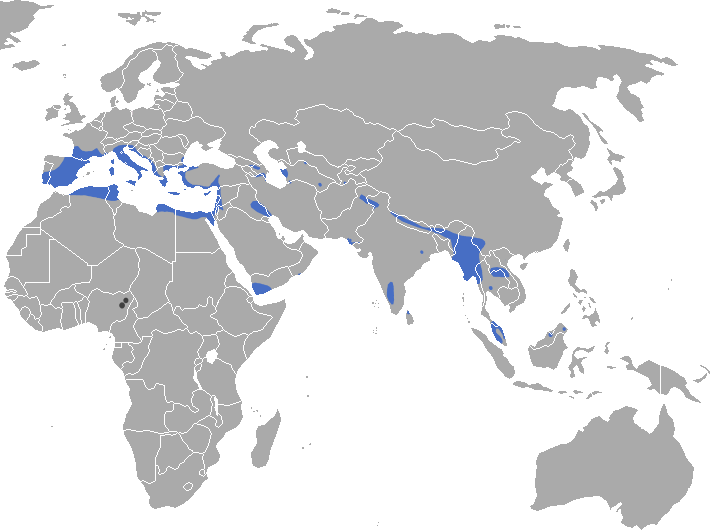
Verspreidingsgebied

## Gedrag
De wimperspitsmuis is een insecteneter. Zijn voedsel bestaat voornamelijk uit insecten, wormen, slakken en spinnen. Hij kan ook dieren aan ter grootte van een sprinkhaan. De belangrijkste vijand van de wimperspitsmuis is de uil. Hij is vooral 's nachts actief, maar kan de gehele dag door worden aangetroffen. 's Winters is de soort agressief tegen soortgenoten, maar in de paartijd vormen wimperspitsmuizen paartjes. 

## Voortplanting
Geboortes vinden plaats tussen maart en april en tussen september en oktober. Na een draagtijd van 27 tot 28 dagen worden 2 tot 5 kale, blinde jongen geboren. Na 9 tot 10 dagen worden de jongen verplaatst naar een ander hol. Als de jongen 14 tot 16 dagen oud zijn, openen ze hun ogen. Na 20 dagen worden ze gespeend. Bij wimperspitsmuizen is karavaangedrag waargenomen. Na de eerste winter zijn de jongen geslachtsrijp. In gevangenschap is een wimperspitsmuis 26 maanden oud geworden.